# Херман Джоузеф Малър
Херман Джоузеф Малър (на английски: Hermann Joseph Muller) е американски генетик и нобелов лауреат, известен с работата си върху физиологичните и генетични ефекти на радиацията (мутагенеза), както и с откритите си политическите убеждения. Малър често предупреждава за дългосрочните опасности от радиоактивното замърсяване от ядрена война или тестване на ядрени оръжия, като се опитва да помогне в увеличаването на обществената осведоменост в тази посока.

## Биография
Роден е на 21 декември 1890 г. в Ню Йорк в семейството на Франсис и Херман Джоузеф Малър старши – занаятчия, който работи с метали. Семейството на майка му са евреи и идват от Великобритания, докато баща му е католик от немски произход. На 16 години влиза в Колумбийския университет. От първия си семестър се заинтересува от биология и е един от най-ранните учени, които се обръщат към хромозомната теория на Мендел за наследствеността и концепцията за генетичните мутации и естествения отбор като основа за еволюцията. Той създава Клуб Биология и става пропонент на евгениката. Завършва през 1910 г.

### Откриване на мутагенезата от рентгенови лъчи
1926 е годината, в която започва началото на серия от големи пробиви. През ноември Малър провежда два експеримента с различни дози рентгенови лъчи, вторият от които използва кросинговър заглушител, който открива през 1919 г. Бързо се появява ясна количествена връзка между радиация и смъртоносни мутации. Откритието на Малър създава медийна сензация след като представя доклад, озаглавен „Проблемът за генетичната модификация“ на Петия международен конгрес по генетика в Берлин. До 1928 г. други също повтарят неговите драматични резултати, като прилагат опитите върху други моделни организми като оси и царевица. В следващите години Малър започва да популяризира идеята за възможната опасност от излагане на радиация на хората (като лекари, които често работят с рентгенови апарати).
Лабораторията му бързо се разраства, но се свива отново след Голямата депресия. Особено след срива на стоковата борса, Малър става все по-песимистичен по отношение на капитализма. Някои от гостуващите в лабораторията учени са от Съветския съюз и той помага за редактирането и разпространението на нелегален ляво ориентиран студентски вестник „The Spark“ (Искрата). Това е труден период за него в лично и професионално отношение. Бракът му се разпада и той става все по-недоволен от живота си в Тексас. Междувременно намаляването на влиянието на евгениката, което по ирония на съдбата е засилено от неговите собствени открития, посочващи преди игнорираните връзки между среда и генетика, означават и че идеите му за бъдещето на човешката еволюция имат по-малък ефект в обществената сфера.

### Работа в Европа
През 1932 г. Малер отива в Берлин, за да работи в лабораторията на руския генетик Тимофеев-Ресовски. В Берлин среща двама физици, изиграли важна роля в генетиката – Нилс Бор и Макс Делбрук. След това с настъпването на нацизма в Германия той отива в Русия, където ръководи голяма и успешна лаборатория по генетика. През 1936 г. условията за работа в Русия се влошават за него поради унищожителното действие на лисенковщината в научната дейност на генетиците там. Вавилов, който по-късно става сам жертва на сталинските репресии, го предупреждава за опасностите от оставането в Русия и Малер първоначално се премества в Единбург и по-късно се връща в САЩ.
През 1946 г. Малър е награден с Нобелова награда за физиология или медицина за „откритието си на мутации, които могат да бъдат причинени от рентгенови лъчи“. Генетиката и особено физическата и физиологическа природа на гените се превръща в централна тема в биологията, мутагенезата на рентгеновите лъчи е ключ към прогреса в много полета, като работата на Джордж Бийдъл и Едуард Тейтъм „Невроспора“, в която е изказана хипотезата „един ген – един ензим“.